# Strada statale 22 (Serbia)
La strada statale 22 (in serbo Државни пут 22?, Državni put 22) è una strada statale della Serbia, che collega Belgrado con il confine montenegrino presso Mehov Krš.
Parti della strada sono comprese negli itinerari europei E65, E80, E761 ed E763.

## Percorso
La strada è definita dai seguenti capisaldi d'itinerario: "Belgrado - Ljig - Gornji Milanovac - Preljina - Kraljevo - Raška - Novi Pazar - Ribariće e termina al confine montenegrino presso Mehov Krš".